# Challenger de Lima II 2022
El torneo Lima Challenger 2022 fue un torneo de tenis perteneció al ATP Challenger Tour 2022 en la categoría Challenger 80. Se trató de la 16.ª edición, el torneo tuvo lugar en la ciudad de Lima (Perú), desde el 24 hasta el 30 de octubre de 2022 sobre pista de tierra batida al aire libre.

## Jugadores participantes del cuadro de individuales
| Favorito | País                  | Jugador                 | Rank1 | Posición en el torneo |
| -------- | --------------------- | ----------------------- | ----- | --------------------- |
| 1        | Bandera de Argentina  | Federico Coria          | 71    | Semifinales           |
| 2        | Bandera de Argentina  | Tomás Martín Etcheverry | 87    | FINAL                 |
| 3        | Bandera de Italia     | Marco Cecchinato        | 98    | Segunda ronda         |
| 4        | Bandera de Alemania   | Daniel Altmaier         | 103   | CAMPEÓN               |
| 5        | Bandera de Perú       | Juan Pablo Varillas     | 123   | Primera ronda         |
| 6        | Bandera de Argentina  | Camilo Ugo Carabelli    | 126   | Segunda ronda         |
| 7        | Bandera de Argentina  | Juan Manuel Cerúndolo   | 156   | Baja                  |
| 8        | Bandera de Kazajistán | Timofey Skatov          | 158   | Segunda ronda         |

- 1 Se ha tomado en cuenta el ranking del 17 de octubre de 2022.

### Otros participantes
Los siguientes jugadores recibieron una invitación (wild card), por lo tanto ingresan directamente al cuadro principal (WC):
- Nicolás Álvarez
- Gonzalo Bueno
- Ignacio Buse

Los siguientes jugadores ingresan al cuadro principal tras disputar el cuadro clasificatorio (Q):
- Jan Choinski
- Max Houkes
- Nikola Milojević
- Giovanni Mpetshi Perricard
- Genaro Alberto Olivieri
- Thiago Seyboth Wild

## Campeones

### Individual Masculino
- Daniel Altmaier derrotó en la final a  Tomás Martín Etcheverry, 6–1, 6–7(4), 6–4

### Dobles Masculino
- Jesper de Jong /  Max Houkes derrotaron en la final a  Guido Andreozzi /  Guillermo Durán, 7–6(6), 3–6, [12–10]